# Pulsatilla Pass
Pulsatilla Pass är ett bergspass i Kanada.   Det ligger i provinsen Alberta, i den centrala delen av landet, 3 000 km väster om huvudstaden Ottawa. Pulsatilla Pass ligger 2 336 meter över havet.
Terrängen runt Pulsatilla Pass är bergig åt sydväst, men åt nordost är den kuperad. Trakten runt Pulsatilla Pass är nära nog obefolkad, med mindre än två invånare per kvadratkilometer.. Närmaste större samhälle är Lake Louise, 14,6 km väster om Pulsatilla Pass. 
Trakten runt Pulsatilla Pass består i huvudsak av gräsmarker.